# رونساس الکترونیکس
رونِساس الکترونیکس (به ژاپنی: ルネサス エレクトロニクス株式会社) یک تولیدکننده نیم‌رسانای ژاپنی است که مقر آن در توکیو می‌باشد. این شرکت در حدود ۲۰ کشور جهان تولید، طراحی و فروش دارد. این شرکت در سال ۲۰۱۴ بزرگترین سازنده نیم‌رسانای خودرو در جهان، و بزرگترین تولیدکننده ریزکنترل‌گر در جهان بود. رونساس همچنین مدارها و سامانه‌های روی یک‌تراشه را تولید می‌کند.